# ジョン・オルセン
ジョン・C・B・オルセン（英: Jon C. B. Olsen、1969年4月25日 - ）は、アメリカ合衆国の元競泳選手。得意種目は自由形で、90年代にアメリカ代表リレーチームの一人として活躍した。
アーカンソー州ジョーンズボロ生まれ。元自由形短水路選手、ジョンティ・スキンナーや現ローレル水泳協会ヘッドコーチのウォーレン・ホラデイから指導を受けた。バルセロナオリンピックとアトランタオリンピックで金4個を含む5個のメダルを獲得。アラバマ大学に在籍した。
現在はフロリダキーズで水泳を教えながら家族と暮らしている。娘が2人と息子が1人いる。